# Devin Kelley
Devin Kelley (ur. 18 stycznia 1986 r. w Saint Paul, Minnesota) – amerykańska aktorka, znana dzięki serialowi The Chicago Code (gra tam jako Vonda Wysocki).

## Życiorys
Ukończyła licencjackie studia aktorskie na University of Southern California w Los Angeles (Kalifornia, USA).

## Filmy
- Czarnobyl. Reaktor strachu (Chernobyl Diaries, 2012) jako Amanda
- Refrigerator (2009) jako Marion

## Role w serialach
- The Chicago Code (2011) jako Vonda Wysocki
- Kamuflaż (Covert Affairs, 2010) jako Parker (gościnnie)